# Optix S.A.
Optix S.A (bulgară Оптикс АД) este o firma din Bulgaria pentru producția de optică, specializat în producția de ansambluri și a dispozitivelor de uz civil militare și optico și optoelectronice. Compania efectuează întregul proces de producție, de la proiectarea și implementarea de prototipuri la producția de serie de componente, ansambluri și dispozitive.

## Cifra de afaceri
- 2006: 11.997 milioane BGN[4]
- 2007: 23.719 milioane BGN[4]
- 2012: 26.8 milioane BGN[5]
- 2013: 25 milioane BGN[1]

## Angajați
|      | Angajați  |
| ---- | --------- |
| 2005 | 350       |
| 2012 | peste 400 |
| 2013 | 490       |
| 2014 | 550       |